# Akele Ungom
 (mars 2023).
La mise en forme du texte ne suit pas les recommandations de Wikipédia : il faut le « wikifier ».
Les points d'amélioration suivants sont les cas les plus fréquents. Le détail des points à revoir est peut-être précisé sur la page de discussion.
- Les titres sont pré-formatés par le logiciel. Ils ne sont ni en capitales, ni en gras.
- Le texte ne doit pas être écrit en capitales (les noms de famille non plus), ni en gras, ni en italique, ni en « petit »…
- Le gras n'est utilisé que pour surligner le titre de l'article dans l'introduction, une seule fois.
- L'italique est rarement utilisé : mots en langue étrangère, titres d'œuvres, noms de bateaux, etc.
- Les citations ne sont pas en italique mais en corps de texte normal. Elles sont entourées par des guillemets français : « et ».
- Les listes à puces sont à éviter, des paragraphes rédigés étant largement préférés. Les tableaux sont à réserver à la présentation de données structurées (résultats, etc.).
- Les appels de note de bas de page (petits chiffres en exposant, introduits par l'outil «  Source ») sont à placer entre la fin de phrase et le point final[comme ça].
- Les liens internes (vers d'autres articles de Wikipédia) sont à choisir avec parcimonie. Créez des liens vers des articles approfondissant le sujet. Les termes génériques sans rapport avec le sujet sont à éviter, ainsi que les répétitions de liens vers un même terme.
- Les liens externes sont à placer uniquement dans une section « Liens externes », à la fin de l'article. Ces liens sont à choisir avec parcimonie suivant les règles définies. Si un lien sert de source à l'article, son insertion dans le texte est à faire par les notes de bas de page.
- La présentation des références doit suivre les conventions bibliographiques. Il est recommandé d'utiliser les modèles {{Ouvrage}}, {{Chapitre}}, {{Article}}, {{Lien web}} et/ou {{Bibliographie}}. Le mode d'édition visuel peut mettre en forme automatiquement les références.
- Insérer une infobox (cadre d'informations à droite) n'est pas obligatoire pour parachever la mise en page.

Pour une aide détaillée, merci de consulter Aide:Wikification.
Si vous pensez que ces points ont été résolus, vous pouvez retirer ce bandeau et améliorer la mise en forme d'un autre article.
 (mars 2023).
Les Akélé Ungom sont des peuples bantous d'Afrique centrale ayant une origine commune.
L’appellation d'origine de ce peuple est Ungom (Bungom).
Les Ungom sont un peuple guerrier également appelé Lénongo Légwék qui signifie peuple premier, précurseur. C'est un peuple patriacal[réf. souhaitée].
Les Akélé Ungom sont les premiers Bantous à s'installer au Gabon[réf. nécessaire]. Ils ont longtemps vécu avec les Babongo, les Bakoya et les Sékiani avant l'arrivée des autres Bantous.

## Étymologie et ethnonymie
Les Akélé Ungom sont disséminés dans tout le Gabon et leur langue est composée de plusieurs dialectes. Suite aux migrations, les Bungom eux-mêmes se nomment différemment selon la région où ils sont implantés.
1. Nkele (Akele),

1. Ungom
2. Ntombodié
3. Nkomo
4. Shaké
5. Sékiani
6. Ndambomo,
7. Usandey,
8. Sanpitu,
9. Diongha,
10. Mbahoin,
11. Udiaye,
12. Shamayi,
13. Koya,
14. Wumbu,
15. Yungu,
16. Ndassa

## Implantation et répartition par région

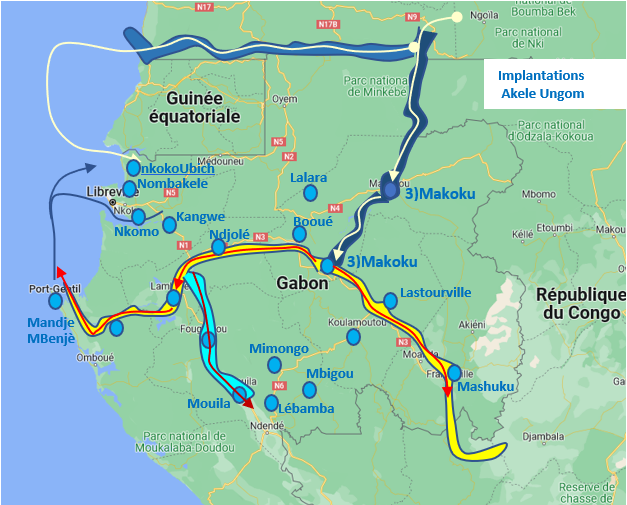
Implantation des Akele Ungom

Voir la carte d'implantation

## Rites et croyances des Ungom
Les Akélé Ungom pratiquent plusieurs rites initiatiques notamment :
Lisimbu,Léchémbé,
Njambé, belombo
Chakouè,Alèchi
Matcholé,Makoma
Ondoukoué ,Mebwiri ,bwiti

## Animisme
L'animisme des peuples du Gabon est une vision monothéiste.
La divinité suprême à laquelle croient les animistes gabonais  est appelée Nzambie par les Bakele. Cette divinité a créé tous les êtres vivants. L'appellation du créateur peut varier selon les régions
| Nom du créateur | Akele Ungom |  |  |
| --------------- | ----------- |  |  |
| Nzambé          | G3,G4       |  |  |
| Nzambi          | G2,G7,G6    |  |  |
| Njambé          | G1,G8,G3    |  |  |
| Njambiè         | G1,G3       |  |  |

## Quelques chefs Akele Ungom
Les chefs Akele étaient riches et puissants. Plusieurs sont restés célèbres à savoir :
1. Nkomo Malongoué qui donna son nom au fleuve Komo/Como du Gabon
2. Missomé du clan Sampopés
3. Mbomo Mbondjou fondateur du village Okala
4. Mébenhé qui mécontent de ses épouses se suicida dans l'affluent de la Paga et de la Bisségué d'où le nom Atokédé-Mébénhé ou Eto'i-Mébéngné donné à cet endroit
5. Nkolibandja dans la Ngounié
6. Ntambéngani redoutable dans le Remboué[1]
7. Diamgani Chef de Gango/Kangwè ( Kango) dans l'Estuaire

Quelques lieux qui ont conservé des noms AKele Ungom. Cette liste n'est pas exhaustive.
| Nom Akele        | Nom Sékiani      | Nom actuel         |  |
| ---------------- | ---------------- | ------------------ |  |
| Ncoco U bitch    | Ncoco wi dibitch | Cocobeach          |  |
| Légongo          | Ongongo          | Derrière la prison |  |
| Maliba           | Mélibé           | Maliba             |  |
| Dambé            | Dambé            |                    |  |
| Medon Meguila    |                  | Donguila           |  |
| Gango/Kangwè     |                  | Kango              |  |
| Nkolé U ntanga   |                  | Nkoltang           |  |
| Remghé nboe      |                  | Remboué            |  |
| Nomba nya bakele |                  | Nombakele          |  |
| Lékala           |                  | Okala              |  |
| Miwobè/Mewobè    |                  | Ogobè/ogowè/ogooué |  |